# Nie przegap
"Nie przegap" är en singel av den polska sångerskan Ewa Farna. Den släpptes år 2011 som en singel till hennes polska livealbum med titeln Live. Låten fanns redan med på hennes tredje polska studioalbum Ewakuacja.

## Listplaceringar
| Lista (2011) | Topplacering |
| ------------ | ------------ |
| Polen        | 1            |